# James Steuart
Sir James Denham-Steuart, VII Baronet (ur. 21 października 1712, zm. 26 listopada 1780) – XVIII-wieczny ekonomista brytyjski.
Jego ojcem był James Steuart, prokurator generalny Szkocji za rządów królowej Anny i Jerzego I. James Denham-Steuart urodził się w Edynburgu. Po ukończeniu tamtejszego uniwersytetu został członkiem palestry.
Spędził kilka lat na kontynencie. W Rzymie poznał jakobickiego króla Karola Edwarda Stuarta – tzw. "młodszego pretendenta" do tronu brytyjskiego. Pretendent był w Edynburgu w roku 1745. Steuart skompromitował się współpracą z nim. Po klęsce jakobitów (bitwa pod Culloden), uciekł na kontynent, gdzie pozostał do roku 1763. Dopiero w roku 1771 w pełni wybaczono mu tę zdradę. Zmarł w rodzinnej posiadłości Coltness w hrabstwie Lanark.
Steuart sprzeciwiał się wolnemu handlowi i popierał merkantylizm, dlatego jest czasem nazywany "ostatnim merkantylistą".

## Dzieła

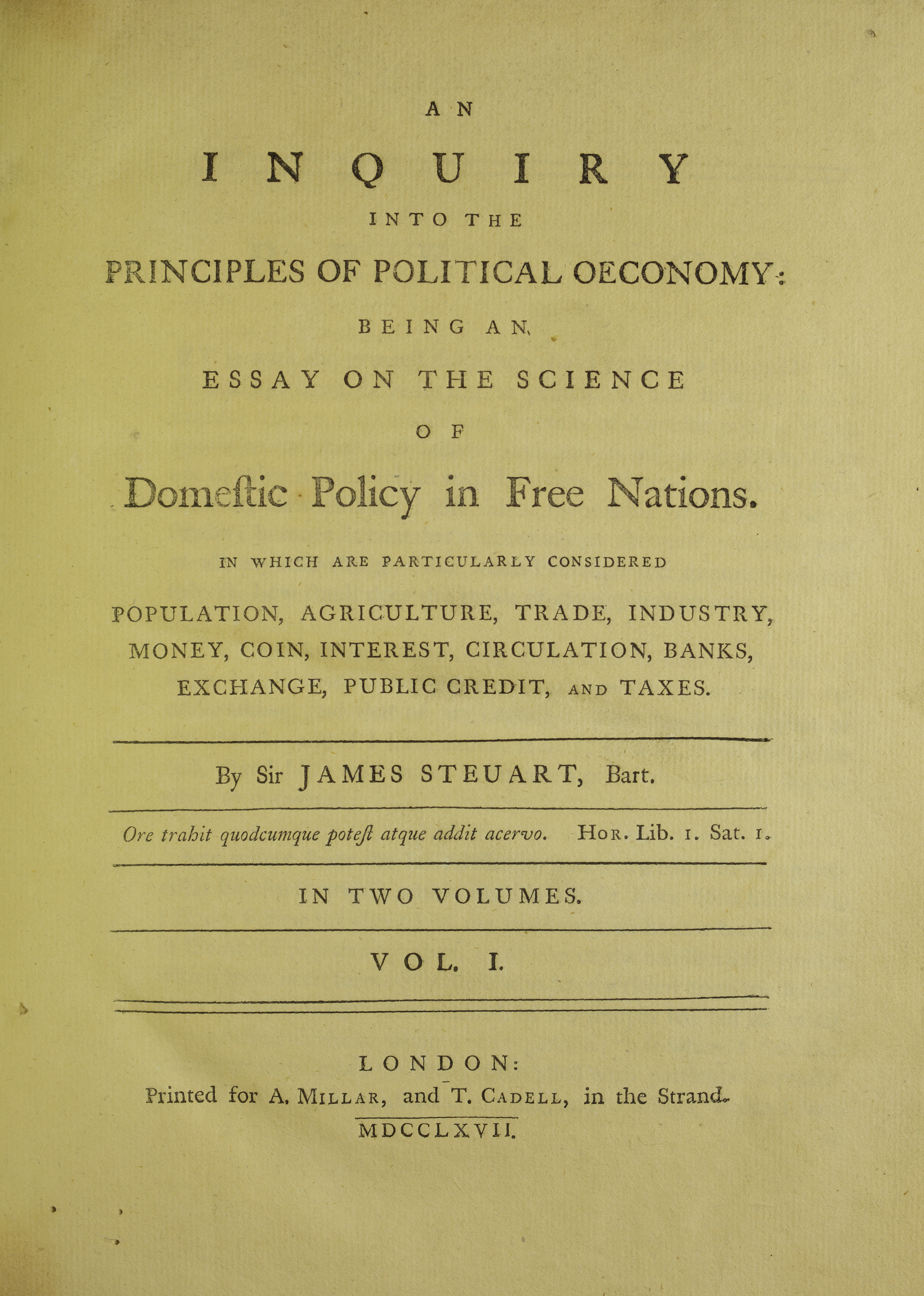
Inquiry into the principles of political oeconomy, 1767

- The Works, Political, Metaphysical and Chronological, of the late Sir James Steuart of Coltness, Bart., now first collected, with Anecdotes of the Author, by his Son, General Sir James Denham Steuart, were published in 6 vols 8vo in 1805. wydanie zawiera następujące prace:
- A Dissertation upon the Doctrine and Principles of Money applied to the German Coin (1758)
- Apologie du sentiment de M. le Chevalier Newton sur l'ancienne chronologie des Grecs (4to, Frankfurt nad Menem, 1757)
- The Principles of Money applied to the Present State ef Bengal, published at the request of the East India Company (4to, 1772)
- A Dissertation on the Policy of Grain (1783)
- Plan for introducing Uniformity in Weights and Measures within the Limits of the British Empire (1790)
- Observations on Beattie's Essay on Truth
- A Dissertation concerning the Motive of Obedience to the Law of God, and other treatises.